# أنطون بلوم
أنطون بلوم (بالنرويجية البوكمول: Anton Blom)‏ هو صحفي نرويجي، ولد في 15 أغسطس 1924 في ريوكان في النرويج، وتوفي في 13 يناير 2012.